# تریفونووو
تریفونووو (به بلغاری: Trifonovo) یک منطقهٔ مسکونی در بلغارستان است که در شهرستان مونتانا واقع شده‌است.